# ゴッサムFC
ゴッサムFC (英語 : Gotham FC) は、アメリカ合衆国・ニュージャージー州ハリソン市を本拠地とするプロフェッショナルの女子サッカークラブである。ナショナル・ウィメンズ・サッカーリーグ所属。サマセット郡を活動本拠地とし、長期的計画にのっとった育成のための機会を与え、サッカー選手を幼年時から育成する総合プログラムを運営している、ラージャー・スカイ・ブルー・サッカー・オーガニゼーション (the larger Sky Blue Soccer organization) の一部門でもある。2021年にスカイ・ブルーFC (Sky Blue FC) から名称が変更された。

## 歴史

### キックオフへの助走
スカイ・ブルーFCは2008年5月5日、初代ヘッドコーチのイアン・ソーヤーズによって命名された。しかし、ニューヨーク/ニュージャージーにおけるリーグ参入予定クラブとしてのお披露目は、同年9月9日に初めて行われる事となった。その1週間後、ヘザー・オライリー、ナターシャ・カイ、クリスティ・ランポーンのアメリカ代表の3選手の割り当てが発表された。
9月24日、WPSの国際ドラフトが開催され、スカイ・ブルーFCはオーストラリア代表のサラ・ウォルシュを1巡目に、ブラジル代表のロザーナとエスターを2、3巡目に、カナダ代表のケリー・パーカーを4巡目に指名した。またドラフトでの指名に加え、オーストラリア代表のコレット・マッカラムとイングランド代表のアニータ・アサンテを、9月26日および10月2日に指名し、交渉権を獲得した。
10月6日には一般ドラフトが開催され、スカイ・ブルーFCはコリー・アレグザンダー、キーリー・ダウリング、ケイシー・ホワイト、ジェニー・ハモンドの4選手を指名した。ソーヤーズは12月3日、アシスタントコーチにケリー・リンゼーが就任する事を発表し、それが2008年における締めくくりの仕事となった。  
2009年という新しい年に、新たな選手がスカイ・ブルーFCに加わった。1月16日に新卒選手･一般ドラフト対象外選手向けドラフトが開催され、ヤエル・アバーブック、ミーガン・シューナー、カレン・バーズリー、クリスティ・シェイナー、ジュリアン・シッチ、ジェン・バチュコウスキ、張欧影、メアリー・テレーズ・マクドネル、メール・フレンチ、ファンタ・クーパーの10選手を指名した。2月に行われたトライアウト合格者も加え、プレシーズンマッチ向けの登録選手一覧を発表した。

### 2009シーズン
2009年4月5日、スカイ・ブルーFCは開幕節をニュージャージー州ブリッジウォーター所在のホームスタジアム、TDバンク・ボールパークで迎えた。対戦相手はロサンゼルス・ソル、試合は0-2で敗北した。5月31日に行われた第8節 (対戦相手: ボストン・ブレイカーズ) 以降、ホームゲームはラトガース大学キャンパス内に所在するヤーカック・フィールドで開催されるようになった。

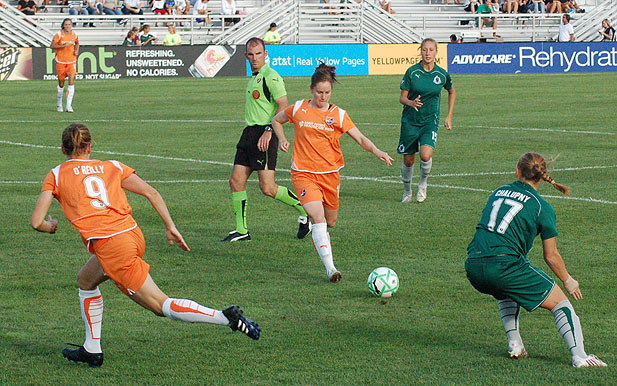
セントルイス・アスレティカ戦の様子

開幕からの6試合は調子が振るわず、スカイ・ブルーFCは1勝2敗2分という成績で、しかも通算で3得点という状態であった。クラブは5月28日、ソーヤーズをヘッドコーチ兼ジェネラル・マネージャーの職から解任した。ソーヤーズの後任は、ケリー・リンゼーがヘッドコーチ代行 (6月19日より正式にヘッドコーチに就任) をつとめる事によって補われた。リンゼーはヘッドコーチ (代行含む) 在任中、5勝3分という成績を挙げ、チームは調子を取り戻しつつあった。
リンゼーが指揮を執った期間は短期間に終わった。2009年7月30日に彼女は突如コーチを辞任。2人目のヘッドコーチ代行 (にして3人目のヘッドコーチ) に指名されたのは同クラブの主将であるクリスティ・ランポーンだった。ランポーンはヘッドコーチ代行就任後も引き続き選手として試合に出場、WPS初のプレーイング・マネージャーともなった。最終的にスカイ・ブルーFCはレギュラーシーズンを4位の成績で終え、プレーオフ出場権を獲得した。
プレーオフ初戦は2009年8月15日、メリーランド州ジャーマンタウン所在のメリーランド・サッカープレックスにて行われ、スカイ・ブルーFCはワシントン・フリーダムと対戦した。試合は55分にナターシャ・カイ、85分にフランシエルが得点を挙げて2-1で勝利した。8月19日にミズーリ州フェントンのアンハウザー＝ブッシュ・センターで行われた準決勝 (対戦相手: セントルイス・アスレティカ) では、キーリー・ダウリングの得点が決勝点となり1-0で勝利し、チームは決勝戦に駒を進めた。
8月22日、カリフォルニア州カーソンのホーム・デポ・センターにて行われた決勝戦 (WPS final) にて、スカイ・ブルーFCはレギュラーシーズン1位のロサンゼルス・ソルと対戦した。前半16分、キーリー・ダウリングが右サイドからクロスを上げ、ナターシャ・カイがゴール正面に落としたボールをヘザー・オライリーがシュート、これが先制点となった。オライリーのこの得点はそのまま決勝点となり、スカイ・ブルーFCは初代WPSチャンピオンとなった。

#### シーズンオフ
2009年8月30日に2009年度WPS表彰式が開催され、クリスティ・ランポーンが年間最優秀スポーツウーマン賞を受賞した。
2010年度より新規参入のアトランタ・ビートとフィラデルフィア・インディペンデンスの2クラブに、拡張ドラフトで初年度より参加している7クラブの選手を指名獲得する権利が与えられた。9月15日に行われた拡張ドラフトにおいて、ジェン・バチュコウスキがフィラデルフィアに、ノエル・ケゼリカがアトランタに指名され、両者は移籍のためスカイ・ブルーFCを退団した。
9月29日、元フィンランド代表であったパウリーナ・ミエッティネンが、監督をつとめるPK-35ヴァンターでの契約終了後の2010シーズンよりヘッドコーチに就任する事が発表された。

## スタジアム
- ヤーカック・フィールド (2009年 - 2019年)
- TDバンク・ボールパーク (2009年 2試合で使用)
- MSU サッカー・パーク (2020年 2試合で使用)
- レッドブル・アリーナ (2019年 2試合で使用 , 2020年 – )

## シーズン別成績
| シーズン | レギュラーシーズン | レギュラーシーズン | レギュラーシーズン | レギュラーシーズン | レギュラーシーズン | レギュラーシーズン | レギュラーシーズン | レギュラーシーズン | レギュラーシーズン | プレイオフ | NWSL チャレンジカップ | 平均観客動員数 | ヘッドコーチ                                                 |
| シーズン | リーグ             | 試合数             | 勝                 | 分                 | 敗                 | 得点               | 失点               | 勝点               | 順位               | プレイオフ | NWSL チャレンジカップ | 平均観客動員数 | ヘッドコーチ                                                 |
| -------- | ------------------ | ------------------ | ------------------ | ------------------ | ------------------ | ------------------ | ------------------ | ------------------ | ------------------ | ---------- | --------------------- | -------------- | ------------------------------------------------------------ |
| 2009     | WPS                | 20                 | 7                  | 5                  | 8                  | 19                 | 20                 | 26                 | 4位                | 優勝       | —                     | 3,651          | イアン・ソーヤーズ→ ケリー・リンゼー→ クリスティ・ランポーン |
| 2010     | WPS                | 24                 | 7                  | 7                  | 10                 | 20                 | 31                 | 28                 | 5位                | —          | —                     | 3,320          | パウリーナ・ミエッティネン                                   |
| 2011     | WPS                | 18                 | 5                  | 4                  | 9                  | 24                 | 29                 | 19                 | 5位                | —          | —                     | 2,033          | パウリーナ・ミエッティネン→ リック・ステイントン             |
| 2013     | NWSL               | 22                 | 10                 | 6                  | 6                  | 31                 | 26                 | 36                 | 4位                | 準決勝     | —                     | 1,664          | ジム・ガバラ                                                 |
| 2014     | NWSL               | 24                 | 9                  | 7                  | 8                  | 30                 | 37                 | 34                 | 6位                | —          | —                     | 1,640          | ジム・ガバラ                                                 |
| 2015     | NWSL               | 20                 | 5                  | 7                  | 8                  | 22                 | 28                 | 22                 | 8位                | —          | —                     | 2,189          | ジム・ガバラ                                                 |
| 2016     | NWSL               | 20                 | 7                  | 5                  | 8                  | 24                 | 30                 | 26                 | 7位                | —          | —                     | 2,162          | クリスティ・ホリー                                           |
| 2017     | NWSL               | 24                 | 10                 | 3                  | 11                 | 42                 | 51                 | 33                 | 6位                | —          | —                     | 2,613          | クリスティ・ホリー→ デイブ・ホジソン（暫定）                 |
| 2018     | NWSL               | 24                 | 1                  | 6                  | 17                 | 21                 | 52                 | 9                  | 9位                | —          | —                     | 2,532          | デニース・レディ                                             |
| 2019     | NWSL               | 24                 | 5                  | 5                  | 14                 | 20                 | 34                 | 20                 | 8位                | —          | —                     | 3,338          | デニース・レディ→ クリスティアン・レッサ                     |
| 2020     | NWSL               | —                  | —                  | —                  | —                  | —                  | —                  | —                  | —                  | —          | 準決勝                | —              | フレイヤ・クーム                                             |
| 2021     | NWSL               | 24                 | 8                  | 11                 | 5                  | 29                 | 21                 | 35                 | 5位                | 準々決勝   | 準優勝                | 3,793          | フレイヤ・クーム→ スコット・パーキンソン                     |
| 2022     | NWSL               | 22                 | 4                  | 1                  | 17                 | 16                 | 46                 | 13                 | 12位               | —          | 東地区3位             | 4,415          | スコット・パーキンソン                                       |
| 2023     | NWSL               | 22                 | 8                  | 7                  | 7                  | 25                 | 24                 | 31                 | 6位                |            | 東地区2位             |                | フアン・カルロス・アモロス                                   |

### タイトル
- アメリカ女子プロサッカー(WPS) 優勝: 1回 (2009)

## 選手

### 現所属メンバー

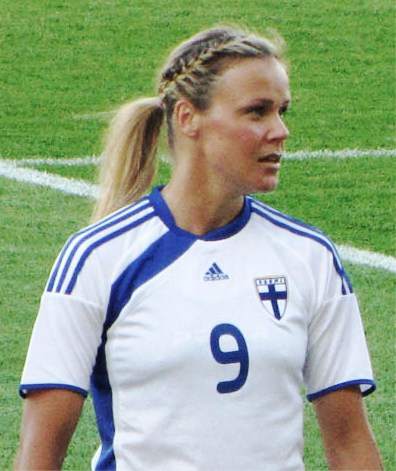
ラウラ・エステルベルグ・カルマリ

2023年10月21日現在
注：選手の国籍表記はFIFAの定めた代表資格ルールに基づく。
| No. | Pos. |                | 選手名                 |
| --- | ---- | -------------- | ---------------------- |
| 1   | GK   | アメリカ合衆国 | ミシェル・ベトス       |
| 2   | DF   | アメリカ合衆国 | イマニ・ドーシー       |
| 3   | DF   | ブラジル       | ブルニーニャ           |
| 4   | GK   | アメリカ合衆国 | アビー・スミス         |
| 5   | DF   | アメリカ合衆国 | ケリー・オハラ         |
| 6   | MF   | アメリカ合衆国 | アリー・ロング         |
| 7   | MF   | アメリカ合衆国 | マッコール・ゼルボーニ |
| 8   | MF   | アメリカ合衆国 | タリン・トーレス       |
| 9   | FW   | スペイン       | エスター・ゴンザレス   |
| 10  | FW   | アメリカ合衆国 | リン・ウィリアムズ     |
| 11  | DF   | アメリカ合衆国 | アリ・クリーガー       |
| 12  | DF   | アメリカ合衆国 | クリステン・エドモンズ |
| 13  | MF   | アメリカ合衆国 | マナ・シム             |
| 14  | DF   | アメリカ合衆国 | ニアリー・マーティン   |

| No. | Pos. |                | 選手名                   |
| --- | ---- | -------------- | ------------------------ |
| 15  | DF   | メキシコ       | サブリナ・フローレス     |
| 17  | MF   | アメリカ合衆国 | デラニー・シーハン       |
| 18  | MF   | アメリカ合衆国 | ヤズミン・ライアン       |
| 19  | MF   | アメリカ合衆国 | クリスティ・ミュイス     |
| 20  | DF   | アメリカ合衆国 | テイラー・スミス         |
| 21  | DF   | アメリカ合衆国 | エリー・ジーン           |
| 22  | DF   | アメリカ合衆国 | マンディ・フリーマン     |
| 23  | FW   | アメリカ合衆国 | マーガレット・パース     |
| 24  | GK   | アメリカ合衆国 | マンディ・ハウト         |
| 25  | FW   | ナイジェリア   | イフェオマ・オヌモヌ     |
| 28  | MF   | アメリカ合衆国 | ケイティ・ステンゲル     |
| 32  | FW   | アメリカ合衆国 | ジェナ・ナイスウォンガー |
| 33  | MF   | アイルランド   | シニード・ファレリー     |
| 77  | MF   | スペイン       | マイタン・ロペス         |

### 在籍歴のある選手
- カーリー・ロイド
- クリスティー・ピアース(ランポーン)（英語版）
- ナターシャ・カイ（英語版）
- ナディア・ナディム（英語版）
- サム・カー
- ジェン・バチュコウスキ（英語版）
- コレット・マッカラム（英語版）
- ケリー・パーカー（英語版）
- ジュリアン・シッチ（英語版）
- サラ・ウォルシュ（英語版）
- ラウラ・エステルベルグ・カルマリ（英語版）
- 横山久美
- 川澄奈穂美

## 歴代ヘッドコーチ
2022年11月1日現在。
| 氏名                                         | 国籍                        | 就任           | 辞任           | 試合数 | 勝 | 引 | 負 | 得点 | 失点 | 勝率  | タイトル            |
| -------------------------------------------- | --------------------------- | -------------- | -------------- | ------ | -- | -- | -- | ---- | ---- | ----- | ------------------- |
| イアン・ソーヤーズ                           | イングランドの旗            | 2008年3月5日   | 2009年5月23日  | 6      | 1  | 2  | 3  | 3    | 5    | 16.67 |                     |
| ケリー・リンゼー                             | アメリカ合衆国の旗          | 2009年5月23日  | 2009年7月29日  | 12     | 5  | 3  | 4  | 13   | 12   | 41.67 |                     |
| クリスティ・ランポーン                       | アメリカ合衆国の旗          | 2009年7月30日  | 2009年9月29日  | 5      | 4  | 0  | 1  | 6    | 4    | 80.00 | WPS年間チャンピオン |
| パウリーナ・ミエッティネン                   | フィンランドの旗            | 2009年9月29日  | 2010年7月19日  | 14     | 5  | 3  | 6  | 12   | 16   | 35.71 |                     |
| リック・ステイントン                         | アメリカ合衆国の旗          | 2010年7月19日  | 2010年10月7日  | 10     | 2  | 4  | 4  | 8    | 15   | 20.00 |                     |
| ジム・ガバラ                                 | アメリカ合衆国の旗          | 2010年10月7日  | 2015年10月14日 | 84     | 29 | 29 | 26 | 68   | 87   | 34.52 |                     |
| クリスティ・ホリー                           | 北アイルランドの旗          | 2016年1月13日  | 2017年8月16日  | 38     | 14 | 7  | 17 | 53   | 67   | 36.84 |                     |
| デイブ・ホジソン (暫定)                      | イングランドの旗            | 2017年8月16日  | 2017年11月15日 | 6      | 3  | 1  | 2  | 13   | 14   | 50.00 |                     |
| デニース・レディ                             | アメリカ合衆国の旗          | 2017年11月15日 | 2019年6月28日  | 33     | 1  | 8  | 24 | 27   | 66   | 3.03  |                     |
| クリスティアン・レッサ ウーゴ・マセド (暫定) | ブラジルの旗 · ブラジルの旗 | 2019年6月28日  | 2019年9月4日   | 10     | 4  | 2  | 4  | 10   | 13   | 40.00 |                     |
| フレイヤ・クーム (暫定)                      | イングランドの旗            | 2019年9月4日   | 2019年12月17日 | 5      | 1  | 1  | 3  | 5    | 9    | 20.00 |                     |
| フレイヤ・クーム                             | イングランドの旗            | 2019年12月17日 | 2021年8月29日  | 31     | 10 | 11 | 10 | 33   | 32   | 32.26 |                     |
| スコット・パーキンソン                       | イングランドの旗            | 2021年8月31日  | 2022年8月11日  | 27     | 7  | 5  | 12 | 24   | 37   | 29.17 |                     |
| ヒュー・メンジース (暫定)                    | イングランドの旗            | 2022年8月13日  | 2022年10月2日  | 10     | 0  | 1  | 9  | 7    | 22   | 0.00  |                     |
| フアン・カルロス・アモロス                   | スペインの旗                | 2022年11月1日  |                |        |    |    |    |      |      |       |                     |